# Жаскайрат (Теренкольський район)
Жаскайра́т (каз. Жасқайрат) — село у складі Теренкольського району Павлодарської області Казахстану. Входить до складу Жанабетського сільського округу.
Населення — 141 особа (2021; 172 у 2009, 255 у 1999, 326 у 1989).
Національний склад станом на 1989 рік:
- казахи — 100 %.